# Yayo Guridi
José Carlos Guridi (Villa María, 6 de noviembre de 1965), más conocido como Yayo Guridi, es un humorista, cantante, compositor, actor y economista argentino.  
Se hizo conocido en el programa de televisión Videomatch por su lenguaje soez en las cámaras ocultas. Desde 2009 hasta 2019 formó parte del programa Sin codificar (luego llamado Peligro: Sin codificar), en donde su temática humorística tendió al chiste blanco. 
Guridi es considerado uno de los mejores comediantes de la historia argentina, junto a la camada que conformó con humoristas como José María Listorti, Pablo Granados, Pachu Peña, Freddy Villarreal y Pichu Straneo.

## Biografía
Nació y creció en Villa María. Finalizó sus estudios secundarios en el instituto secundario Bernardino Rivadavia. Estudió licenciatura en economía en la Universidad Nacional de Córdoba durante la década de 1980 para más tarde ejercer su profesión por un breve período.

## Carrera artística

### 1994-2004: El Show de Videomatch
Su salto a la fama llegó al incorporarse al programa de humor Videomatch. Sus inicios fueron bastante accidentados, puesto que en su prueba de cámara, realizada a fines de 1992, sufrió de pánico escénico, por lo que fue rechazado. No obstante, logró un puesto dentro del equipo de producción durante 1993, apareciendo esporádicamente en cámara en algunos sketches de aquel año como los de "Gargarini" y "Aldo Lape". Durante 1994, se unió al sketch de «Los Gauchos», como Ladislao, el viejo y pícaro gaucho que remataba los chistes. En este sketch, y otros como "Notimatch", "New Cosquín" y "Radiomatch", apareció junto a Carlos "Bubu" Tannus y Osvaldo "El Corto" Otoño, otros miembros del plantel provenientes de Córdoba. Para 1997, Yayo empieza a adquirir mayor protagonismo con segmentos como "Desastre TV", "Yosapas en el Ring" y el personaje de Natalia en "Mediodía con Braulio".
Fue uno de los humoristas que participaba de las cámaras ocultas con segmentos como «El Cuarteto Obrero» e incluyendo contenido de humor absurdo, obsceno y vulgar, que descolocaban a la víctima ―generalmente una mujer―. También fue famoso su segmento del Top Forry, en el que hacía parodia de canciones y éxitos con bastante humor. Entre las parodias más conocidas, se encuentran la banda de rock Beirut Vergarafat ―parodia de la banda Bersuit Vergarabat―, en la que Guridi parodiaba al entonces cantante de la banda, Gustavo Cordera, y a las canciones «El tiento no se para» («El tiempo no para»), «Cuatro negros» («Murguita del sur») y «Al palo» («La argentinidad al palo»), etc.Durante diez años se consolidó como un pilar fundamental de Videomatch hasta que este programa cambió el humor por los formatos de reality.

### 2009-2019: Sin Codificar
Yayo se asentó al participar en el programa Sin Codificar, en América TV (2009-2011) y en Telefe (2012-2015, 2017-2019), donde compuso personajes como El Cantante Enmascarado, El Pibe Play o Roque Fort (el primo "humilde" del empresario mediático Ricardo Fort), además de imitar al periodista deportivo Horacio Pagani.Sus frases célebres fueron «ebanista de glandes» y «baldeadora de nutrias».
En 2009, sin abandonar Sin Codificar, volvió esporádicamente al programa que lo llevó a la fama, el cual ahora es llamado Showmatch, en los festejos por los 20 años del ciclo. En 2010 viajó a Sudáfrica, donde cubrió junto a Diego Korol el Mundial de Fútbol tanto para Sin Codificar de América TV como para El diario del Mundial, un ciclo de Telefe. En 2012 ganó el Premios Carlos al mejor unipersonal por su trabajo Yayo y qué?...Tomá!
En 2013, tras la elección de Jorge Bergoglio como el nuevo papa de la Iglesia católica, Yayo popularizó en Sin Codificar una canción corta conocida como «La cumbia papal». Ese año también formó una banda ficticia de cumbia, Los Wikipedia, para la que compuso canciones con el lenguaje popular de la clase baja, pero mezclando información científica (extraída generalmente de Wikipedia): «La cumbia matemática», «La cumbia geográfica», «La cumbia gramatical», «La cumbia filosófica» y «La cumbia del 25 de Mayo».
En 2018, formó parte de un sketch de Sin Codificar junto a Javier Milei, quién unos años después sería presidente de la Nación Argentina, donde debatió de economía junto a él.

### 2020-presente: Teatro, televisión y radio
Tras el fin de Sin Codificar, fue contratado para diversos programas como La 1-5/18, Los protectores, ¿Quién es la máscara?, entre otros. También fue parte del filme argentino Hoy se arregla el mundo, estrenado en 2022. En teatro fue protagonista de la obra Tom, Dick y Harry junto a Mariano Martínez, Mercedes Oviedo y Bicho Gómez.En marzo de 2024 se incorporó al canal de streaming OLGA, protagonizando el programa Se extraña a la Nona junto a Fran Gomez, Grego y Alex Pelao, con participaciones de Julián Kartun como Caro Pardiaco.

## Vida personal
Guridi está en pareja desde el 1992 con Claudia Viqueira y tienen dos hijos, Joaquín y Camila. También es abuelo.Es fanático de Belgrano de Córdoba y muchas veces lo mencionó en programas que participó.

## Filmografía

### Televisión
| Año                 | Programa                    | Canal                                                              |
| ------------------- | --------------------------- | ------------------------------------------------------------------ |
| 1994-2004           | Videomatch                  | Telefe                                                             |
| 1998                | Los Rodríguez               | Telefe                                                             |
| 2005                | Aunque usted no lo viera    | Telefe                                                             |
| 2005-2006           | Buenos días, Argentina      | Telefe                                                             |
| 2006                | El código Rodríguez         | Telefe                                                             |
| 2007                | Bien tarde                  | Telefe                                                             |
| 2008                | El último vuelo del día     | América TV                                                         |
| 2008-2015 2017-2019 | Sin codificar               | América TV (2008-2012) Telefe (2013-2015, 2017-2019) Net TV (2019) |
| 2009                | Showmatch                   | El Trece                                                           |
| 2010                | Diario del Mundial          | Telefe                                                             |
| 2011                | Los únicos                  | El Trece                                                           |
| 2012                | Mi problema con las mujeres | Telefe                                                             |
| 2014                | Tu cara me suena            | Telefe                                                             |
| 2016                | Educando a Nina             | Telefe                                                             |
| 2018                | Simona                      | El Trece                                                           |
| 2019                | Monzón                      | Space                                                              |
| 2021-2022           | La 1-5/18                   | El Trece                                                           |
| 2022-2023           | Los protectores             | Star+                                                              |
| 2022                | ¿Quién es la máscara?       | Telefe                                                             |
| 2024                | Coppola, el representante   | Star+                                                              |
| 2024                | Susana Giménez              | Telefe                                                             |

### Teatro
| Año       | Título                 |
| --------- | ---------------------- |
| 2007-2016 | Yayo, ¿y qué?          |
| 2011      | Sin codificar          |
| 2015      | Peligro: Sin codificar |
| 2023      | Tom, Dick y Harry      |
| 2025      | La Gambeta en teatro   |

### Cine
| Año  | Título                      |
| ---- | --------------------------- |
| 2006 | Bañeros 3: Todopoderosos    |
| 2011 | Fase 7                      |
| 2011 | El destino del Lukong       |
| 2018 | 27: El club de los malditos |
| 2022 | Hoy se arregla el mundo     |
| 2025 | Corazón delator             |

### Streaming
| Año  | Programa             | Canal     |
| ---- | -------------------- | --------- |
| 2022 | Decodificados        | Flow      |
| 2024 | Se extraña a la Nona | OLGA      |
| 2024 | La Gambeta           | DGO       |
| 2025 | La Gambeta           | Takawishi |

### Videoclips
| Año  | Título      | Artista(s) | Ref.          |
| ---- | ----------- | ---------- | ------------- |
| 2014 | «Fortunata» | Kapanga    | [ 20 ] [ 21 ] |

## Premios y nominaciones
| Año  | Premio                | Categoría                 | Trabajo                | Resultado | Ref.   |
| ---- | --------------------- | ------------------------- | ---------------------- | --------- | ------ |
| 2011 | Premios Martín Fierro | Mejor labor humorística   | Sin codificar          | Nominado  |        |
| 2011 | Premio Sur            | Mejor actor revelación    | Fase 7                 | Nominado  |        |
| 2012 | Premios Carlos        | Mejor unipersonal         | Yayo y qué?...Tomá!    | Ganador   | [ 22 ] |
| 2012 | Premio Martín Fierro  | Mejor labor humorística   | Peligro: Sin codificar | Nominado  |        |
| 2013 | Premios Tato          | Mejor cómico              | Peligro: Sin codificar | Nominado  |        |
| 2013 | Premios Martín Fierro | Mejor labor humorística   | Peligro: Sin codificar | Nominado  |        |
| 2015 | Premios VOS           | Mejor Humorista Masculino | Peligro: Sin codificar | Nominado  |        |

## Discografía
| Año  | Título                          | Álbum                     |
| ---- | ------------------------------- | ------------------------- |
| 1997 | «Lo tuyo me enloquece»          | Fiebre Tropical           |
| 1997 | «Juanita»                       | Fiebre Tropical           |
| 1997 | «Puro corazón»                  | Fiebre Tropical           |
| 1997 | «Flaca»                         | Fiebre Tropical           |
| 1997 | «Service a domicilio»           | Fiebre Tropical           |
| 1997 | «La fiestita de Rolo»           | Fiebre Tropical           |
| 1997 | «Yo fuí el primero»             | Fiebre Tropical           |
| 1997 | «Groncha»                       | Fiebre Tropical           |
| 1997 | «Carina, la divina»             | Fiebre Tropical           |
| 1997 | «Pure heart (Puro corazón)»     | Fiebre Tropical           |
| 2011 | «Te voy a romper el or...»      | Yayo y el Cuarteto Obrero |
| 2011 | «Carlita»                       | Yayo y el Cuarteto Obrero |
| 2011 | «Vení, veni»                    | Yayo y el Cuarteto Obrero |
| 2011 | «Cartas de amor»                | Yayo y el Cuarteto Obrero |
| 2011 | «Si elegis no la pones»         | Yayo y el Cuarteto Obrero |
| 2011 | «Amor a primera vista»          | Yayo y el Cuarteto Obrero |
| 2011 | «Adriancito»                    | Yayo y el Cuarteto Obrero |
| 2011 | «Mujer barata»                  | Yayo y el Cuarteto Obrero |
| 2011 | «Bajo las estrellas»            | Yayo y el Cuarteto Obrero |
| 2011 | «Esta es para vos»              | Yayo y el Cuarteto Obrero |
| 2011 | «Abotonadito»                   | Yayo y el Cuarteto Obrero |
| 2011 | «Mi pájaro carpintero»          | Yayo y el Cuarteto Obrero |
| 2011 | «El baile de la anaconda»       | Yayo y el Cuarteto Obrero |
| 2011 | «La servical»                   | Yayo y el Cuarteto Obrero |
| 2011 | «Flaca»                         | Yayo y el Cuarteto Obrero |
| 2011 | «Si elegis no la pones (Remix)» | Yayo y el Cuarteto Obrero |